# Coleco Gemini
La Coleco Gemini es un clon de la Atari 2600 fabricado por Coleco Industries, Inc. en 1982.

## Especificaciones técnicas
- Procesador (CPU): 6507 a 1.19 MHz (Basado en el MOS Technologies 6502)
- Velocidad CPU: 1,19 MHz
- RAM: 128 bytes
- Resolución: 160x200, 128 Colores

## Historia
En 1982, Coleco publicó el Módulo de Expansión #1 para la ColecoVision que utilizaba el port de expansión de la consola, aquello habilitó a la ColecoVision para ser compatible con la Atari 2600. Más tarde, Atari inc. demandó a Coleco por violación de patente, las compañías terminaron resolviendo extrajudicialmente con Coleco convirtiéndose en licenciatario de las patentes de Atari.

## Gemini Vs. 2600
La diferencia principal entre la Coleco Gemini y la Atari 2600 es el diseño del control. Los controles de la Coleco (bautizados como 'Dua Command') presentó un joystick de 8 ejes y regulador de 270º en el mismo controlador. Para poder jugar con el regulador en la 2600, era necesario utilizar un duplicador jack.
La Gemini era mucho más compacta que las consolas vendidas por Atari por aquella época. Mientras Atari incluía el juego de Combate liberado en 1977, la Gemini normalmente incluía Donkey Kong, aunque en algún momento venían con Carnival, Mouse Trap o Front Line. Sears también ofreció una versión de la Gemini con Donkey Kong y Mouse Trap incluidos como cartuchos separados.